# Лапазский сельсовет
Лапазский сельсовет — сельское поселение в Новосергиевском районе Оренбургской области Российской Федерации.
Административный центр — село Лапаз.

## История
Статус и границы сельского поселения установлены Законом Оренбургской области от 9 марта 2005 года № 1906/314-III-ОЗ «О муниципальных образованиях в составе муниципального образования Новосергиевский район Оренбургской области»

## Население
| 2010  | 2012  | 2013  | 2014  | 2015  | 2016  | 2017  |
| ----- | ----- | ----- | ----- | ----- | ----- | ----- |
| 1106  | ↘1071 | ↗1075 | ↗1082 | ↘1067 | ↘1045 | ↘1022 |
| 2018  | 2019  | 2020  | 2021  |       |       |       |
| ↗1030 | ↘1005 | ↘987  | ↘972  |       |       |       |

## Состав сельского поселения
| № | Населённый пункт | Тип населённого пункта       | Население |
| - | ---------------- | ---------------------------- | --------- |
| 1 | Варшавка         | село                         | 155       |
| 2 | Лапаз            | село, административный центр | 503       |
| 3 | Новокинделька    | село                         | 318       |
| 4 | Новородниковка   | село                         | 130       |